# Mario Bellatin
Mario Bellatin (Ciudad de México, 23 de julio de 1960) es un escritor mexicano, cuya novela Salón de belleza figura en el puesto 19 de la lista de selección, elaborada en 2007 por 81 escritores y críticos latinoamericanos y españoles, de los mejores cien libros en lengua castellana de los últimos 25 años.

## Biografía
Hijo de padres peruanos: Alfredo Bellatin y Edda Cavigiolo Bellatin; nació en Ciudad de México sin el brazo derecho; a los cuatro años de edad se fue con su familia a Perú, donde años después estudiaría Teología durante dos años en el seminario Santo Toribio de Mogrovejo y, después, Ciencias de la Comunicación en la Universidad de Lima.
Fue allí, en 1986, donde publicó su primer libro, Mujeres de sal, pero su primera obra la había escrito a los 10 años y la había inspirado su afición por los perros. Al año siguiente viajó a Cuba con una beca para estudiar guion cinematográfico en la Escuela Internacional de Cine y Televisión de San Antonio de los Baños y al regresar a Perú, dos años más tarde, continuó publicando hasta 1995, cuando volvió a México. 
Es director de la Escuela Dinámica de Escritores en la Ciudad de México, que, creada en 2001 como Asociación civil sin fines de lucro, propone un método de preparación literaria alternativo a los espacios académicos y a los talleres tradicionales. En 2009, Bellatin anunció la renovación de la Escuela, con programas televisivos y una editorial a partir de 2010.
Bellatin fue director del Área de Literatura y Humanidades de la Universidad del Claustro de Sor Juana y miembro del Sistema Nacional de Creadores de México de 1999 a 2005.
El 13 de diciembre de 2018 fue elegido como director general del Fondo Nacional para la Cultura y las Artes (Fonca), cargo al que renunció el 12 de marzo de 2019 por motivos de salud. Su salida ocurrió después de una polémica por un foro con creadores al cual no asistió.
Después de considerar su obra como consumada y de señalar que "se ha pasado la vida escribiendo un mismo libro", en 2022 empieza a publicar una serie de libros titulados La Matanza. En ellos busca aniquilar su obra, fragmentarla hasta destruirla. Una de las publicaciones más importantes de esta serie se trata de La Matanza: últimos principitos, publicada en México en 2024 por el Fondo Editorial Universidad de Sonora. En mayo de 2025, tal edición de La Matanza fue llevada a la escena en Perú, por parte de Íntegro Grupo de Arte, quienes realizaron una adaptación libre del texto para crear una PSI: Performance Sensorial Inmersiva.[cita requerida]

### Estilo
Su preparación académica fue una influencia decisiva para el desarrollo de su escritura. Su experiencia cinematográfica le llevó a concluir que la realidad puede estar encapsulada en un fragmento de tiempo pequeño y sin embargo ser capaz de provocar sensaciones importantes en el espectador. De ahí se desprende el carácter fragmentario de su escritura, que sólo ofrece los datos precisos de la realidad que compone en sus novelas.
Su obra, de gran difusión, ha sido traducida al inglés, alemán, francés y malayalam. Mario Bellatin es considerado uno de los escritores contemporáneos latinoamericanos experimentales, en cuyas novelas se plantea un juego lúdico entre realidad y ficción, matizado con protocolos apócrifos, crónicas, biografías o documentos científicos, provocando así situaciones inverosímiles e incluso graciosas. 
Sus novelas no contienen referencias biográficas, pues el autor cree que el texto debe sostenerse por sí mismo y que la literatura se desarrolla de mejor manera con la menor intervención posible de parte del autor.

## Premios y reconocimientos
- Finalista del Premio Médicis 2000 a la mejor novela extranjera publicada en Francia
- Premio Xavier Villaurrutia 2000 por su novela Flores
- Beca Guggenheim, 2002
- Premio Mazatlán de Literatura 2008 por su novela El gran vidrio[12]
- Premio de Narrativa José María Arguedas 2015 por El libro uruguayo de los muertos, otorgado en el marco de los Premios Casa de las Américas
- Premio Iberoamericano de Letras José Donoso, 2018.[13]
- Premio Legión del Libro otorgado por la Cámara Uruguaya del Libro.
- Doctor honoris causa por 17, Instituto de Estudios Críticos, 2019.[14]

## Obra
- - Mujeres de sal, Editorial Lluvia, Lima, 1986
  - Efecto invernadero, Jaime Campodónico Editor, Lima, 1992
  - Canon perpetuo, Jaime Campodónico Editor, Lima, 1993
  - Salón de belleza, Jaime Campodónico Editor, Lima, 1994
  - Damas chinas, Ediciones El Santo Oficio, Lima, 1995
  - Tres novelas, Ediciones El Santo Oficio, Lima, 1995
  - Poeta ciego, Tusquets Editores, México D. F., 1998
  - El jardín de la señora Murakami, Tusquets Editores, México, 2000
  - Flores, Matadero-LOM, Santiago de Chile, 2000
  - Shiki Nagaoka: Una nariz de ficción, Editorial Sudamericana, Barcelona, 2001
  - La escuela del dolor humano de Sechuán, Tusquets Editores, México, 2001
  - Jacobo el mutante, Aguilar / Alfaguara, 2002
  - Perros héroes, Alfaguara, México, 2003
  - Obra reunida, Alfaguara, 2005
  - Lecciones para una liebre muerta, Anagrama, 2005
  - Underwood portátil modelo 1915, Sarita Cartonera, Lima, 2005
  - La jornada de la mona y el paciente, Almadía, 2006
  - Pájaro transparente, Mansalva, 2006
  - El gran vidrio, Anagrama, 2007
  - Condición de las flores, Entropía, 2008
  - Los fantasmas del masajista, Eterna Cadencia, 2009
  - Biografía ilustrada de Mishima, Entropía / Matalamanga, 2009
  - El pasante de notario Murasaki Shikibu, Editorial Cuneta, Santiago de Chile, 2011
  - Disecado, Sexto Piso, México, 2011
  - La clase muerta, Alfaguara, México, 2011
  - La mirada del pájaro transparente, Pehuén Editores, Santiago de Chile, 2011
  - Perros héroes, Pehuén Editores, Santiago de Chile, 2011
  - El libro uruguayo de los muertos, Sexto Piso, México, 2012
  - La jornada de la mona y el paciente, Simiente, México, 2013
  - Gallinas de madera, Sexto Piso, México, 2013
  - Obra reunida, Alfaguara, España, 2013
  - El hombre dinero, Sexto Piso, México, 2013
  - Jacobo reloaded, Sexto Piso, México, 2014
  - Retrato de Mussolini con familia, Alfaguara, México, 2015
  - Carta sobre los ciegos para uso de los que ven, Alfaguara, México, 2017
  - Un kafkafarabeuf, Biblioteca Popular Bruce Lee, Cali, 2019
  - El libro, la mola, el monstruo, Club Hem, La Plata, 2020
  - Ojos flotantes, mojados, limpios, Borde Perdido, Córdoba, 2020
  - El palacio, Marciana, Buenos Aires, 2020
  - Placeres, Gato Negro, México, 2021
  - Mis nuevas escrituras. Variación 1, Editorial Chinatown, Buenos Aires, 2022
  - La Matanza, Editorial Chinatown, Buenos Aires, 2022
  - Diwan, Editorial Personaje Secundario, Lima, 2023
  - La Matanza: últimos principitos, Fondo Editorial Universidad de Sonora, Sonora, 2024

## Estudio
- Véronique Pitois-Pallares. El arte del fragmento: 'El gran vidrio' de Mario Bellatin, Hermosillo (México), Universidad de Sonora, 2011.
- Pedro Pujante.  La autoficción fantástica. El yo imaginario en César Aira y Mario Bellatin, Tesis doctoral, Universidad de Murcia, 2018.